# Godavery

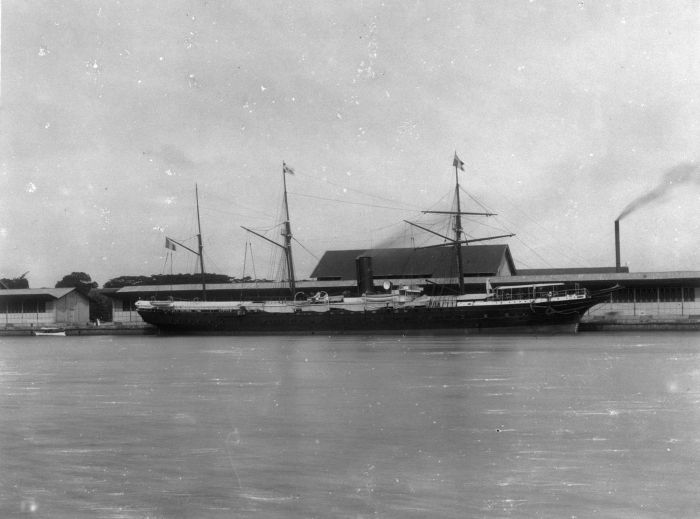
Le Godavery dans le port de Tanjung Priok à Batavia (aujourd'hui Jakarta) vers 1895

Le Godavery est un paquebot de la Compagnie des messageries maritimes, portant le nom du fleuve indien Godavari. 
C'est un trois-mâts à propulsion mixte, à coque métallique.
Il est lancé en 1863, et affecté aux lignes du Proche-Orient, et participe en 1869 à l'inauguration du canal de Suez.
Il navigue en Extrême-Orient à partir de 1889, jusqu'à sa démolition à Saïgon en 1898.
La compagnie des Messageries maritimes exploita également un navire de transport de fret du même nom Godavery, faisant partie d'une série de navires de type cargo 8300 portant tous un nom d'un fleuve d'Asie. Il fut construit en 1955 aux chantiers et ateliers de Provence, à Port-de-Bouc, et revendu en 1976.